# Cyclostemon
Genre
Cyclostemon est un genre de plantes à fleurs de la famille des Putranjivaceae.

## Liste d'espèces
Selon GRIN (8 août 2017) :
- Drypetes hainanensis Merr.
- Drypetes lateriflora (Sw.) Krug & Urb.
- Drypetes sumatrana (Miq.) Pax & Hoffm.

Selon Tropicos (8 août 2017) (Attention liste brute contenant possiblement des synonymes) :
- Cyclostemon afzelii Pax
- Cyclostemon aquifolium Scott-Elliot
- Cyclostemon argutus Müll. Arg.
- Cyclostemon assamicus Hook. f.
- Cyclostemon bawanii Merr.
- Cyclostemon bipindensis Pax
- Cyclostemon bordenii Merr.
- Cyclostemon calcicola Merr.
- Cyclostemon calocarpus Hook. f.
- Cyclostemon castilloi Merr.
- Cyclostemon celebicus Boerl. & Koord. ex Koord.
- Cyclostemon confertiflorus Hook. f.
- Cyclostemon coriaceus Baill.
- Cyclostemon cumingii Baill.
- Cyclostemon curtisii Hook. f.
- Cyclostemon cuspidatum Blume
- Cyclostemon cuspidatus Blume
- Cyclostemon dinklagei Pax
- Cyclostemon eglandulosus (Roxb.) Kütz.
- Cyclostemon ellipsoideus Merr.
- Cyclostemon ellipticus Hook. f.
- Cyclostemon euryodes Hiern
- Cyclostemon falcatus Merr.
- Cyclostemon floribundus Müll. Arg.
- Cyclostemon gabonensis A. Chev.
- Cyclostemon gabunensis Pierre ex Hutch.
- Cyclostemon gilgianus Pax
- Cyclostemon gitingensis Elmer
- Cyclostemon glaber Pax
- Cyclostemon globosus Merr.
- Cyclostemon glomeratus Müll. Arg.
- Cyclostemon grandifolius C.B. Rob.
- Cyclostemon griffithii Hook. f.
- Cyclostemon helferi Hook. f.
- Cyclostemon henriquesii Pax
- Cyclostemon hieranense Hayata
- Cyclostemon hieranensis Hayata
- Cyclostemon incarnatus Elmer
- Cyclostemon indicus Müll. Arg.
- Cyclostemon indicusmüll.
- Cyclostemon iwahigensis Elmer
- Cyclostemon jaintensis C.B. Clarke
- Cyclostemon karapinensis Hayata
- Cyclostemon klaineanus Pierre
- Cyclostemon laciniatus Pax
- Cyclostemon laevis (Miq.) J.J. Sm.
- Cyclostemon lancifolius Hook. f.
- Cyclostemon leiocarpus Kurz
- Cyclostemon leonensis Pax
- Cyclostemon littoralis C.B. Rob.
- Cyclostemon longifolius Blume
- Cyclostemon macrophyllus Blume
- Cyclostemon madagascariensis Pierre ex Humbert & Leandri
- Cyclostemon magnistipulus Pax
- Cyclostemon major Pax
- Cyclostemon malabaricus Bedd.
- Cyclostemon maquilingensis Merr.
- Cyclostemon megacarpus Merr.
- Cyclostemon merrittii Elmer
- Cyclostemon microphyllus Merr.
- Cyclostemon mildbraedii Pax
- Cyclostemon minahassae Boerl. & Koord. ex Koord.
- Cyclostemon mindanaensis Merr.
- Cyclostemon mindorensis Merr.
- Cyclostemon monospermus Merr.
- Cyclostemon mucronatus Blume
- Cyclostemon natalensis Harv.
- Cyclostemon neglectus Koord.
- Cyclostemon nervosus Hook. f.
- Cyclostemon nitidus Pax
- Cyclostemon occidentalis Müll. Arg.
- Cyclostemon oligophlebius Merr.
- Cyclostemon palawanensis Merr.
- Cyclostemon parvifolius Müll. Arg.
- Cyclostemon preussii Pax
- Cyclostemon principum Müll. Arg.
- Cyclostemon racemosus Zipp. ex Span.
- Cyclostemon ramiflorus Merr.
- Cyclostemon reticulatus Schltr.
- Cyclostemon rhakodiskus (Hassk.) Müll. Arg.
- Cyclostemon rubripes Sessé & Moc.
- Cyclostemon serratus Blume
- Cyclostemon sibuyanensis Elmer
- Cyclostemon spinosodentatus Pax
- Cyclostemon staudtii Pax
- Cyclostemon stipularis Müll. Arg.
- Cyclostemon subcrenatus Merr.
- Cyclostemon subcubicus J.J. Sm.
- Cyclostemon subsessilis Kurz
- Cyclostemon tessmannianus Pax
- Cyclostemon teysmannii Müll. Arg.
- Cyclostemon ugandensis Rendle
- Cyclostemon usambaricus Pax
- Cyclostemon verrucosus Pierre ex Hutch.
- Cyclostemon zeylanicus (Thwaites) Baill.